# LOS40 TV
LOS40 TV va ser un canal de televisió espanyol de pagament, pertanyent a Prisa Radio. Aquest canal de televisió de temàtica musical, va néixer com la versió televisiva de la ràdio Los 40 l'1 de setembre de 1998 i va cessar les seves emissions el 17 de febrer de 2017, gairebé 20 anys després.

## Història
El canal va començar les seves emissions l'1 de setembre de 1998 substituint a la cadena "+ Música", totes dues produïdes per Sogecable.
El programa Sputnik TV, del Canal 33, s'emeté tant a 40 TV com al seu canal predecessor +Música doblat al castellà, però també amb àudio en català a través del sistema Dual, entre 1997 i 1999,
El 9 de setembre de 2005 la cadena va canviar d'imatge, tant en logotip com en línia gràfica, assemblant-se més a la seva emissora germana. L'11 de desembre de 2014 el canal passa les seves emissions a format «16:9 panoràmic». A principis de febrer del 2016, la cadena va incorporar la nova identitat gràfica dels Los 40 per a la versió televisiva.

### 40 Latino
A més d'aquest canal, també es va crear temps després 40 Latino, que va emetre a la TDT d'Espanya fins al 23 d'agost de 2010, i després va ser substituït per Canal+ 2 (de pagament). El canal va continuar estant disponible en diverses plataformes de televisió de pagament (entre elles Canal+ i Orange TV) fins al cessament definitiu de les seves emissions el 4 de gener de 2012. Des de llavors, els continguts de 40 Latino van passar a emetre's a LOS40 TV.

## Temàtica
És un canal de videoclips, està dedicat íntegrament a la música i a l'actualitat musical nacional i estrangera. Aquest canal compta amb notícies i reportatges d'actualitat, llistes de supervendes, programes especialitzats i monogràfics, a més dels grans èxits del pop i del rock de sempre i blocs de vídeos íntegres. LOS40 TV també està present en els principals esdeveniments musicals (festivals pop, concerts, esdeveniments) i aposta forta per l'elaboració de continguts exclusius.
El canal estava disponible en tots els operadors de pagament d'Espanya, excepte en l'operador nacional de cable Vodafone TV.

## Presentadors
En l'actualitat els seus presentadors sonEn l'actualitat (simuntàniament en l'emissora de ràdio i la pàgina web):
- Tony Aguilar presenta Del 40 al 1.
- Luis López presenta World Dance Music.
- Cristina Boscá presenta Del 40 al 1 substituint Tony Aguilar.

Altres presentadors de la cadena han estat, per exemple Guillem Caballé, Frank Blanco, Kira Miró, Manuela Velasco, Blanca Jara, Elena Valueng, Cristina Teva, Mar Montoro, Sira Fernández o Dani Alarcón entre d'altres.

## Programes en emissió (simultàniament en l'emissora de ràdio i la pàgina web)
- Fórmula 40: consisteix en la reproducció de videoclips dels èxits de LOS40, sense pausa. S'inclouen els videoclips més actuals i els de fa alguns anys. El programa sol ser transmès en diferents trams horaris i en general és el programa que més abasta la graella del canal.
- Del 40 al 1: versió televisiva del repàs a la llista de LOS40. A més es presenten els candidats a la llista i es recorden anteriors números 1 de LOS40. Presentat per Tony Aguilar. S'emet els dissabtes a les 11:00h, amb redifussió els diumenges i dilluns. Té una durada de 4 hores.
- 40 Classic: fórmula musical que abasta els videoclips d'èxits dels anys 80 i 90.
- Del 40 al 1 Xpress: durant 30 minuts, es repassa un tram de la llista: els dimarts del lloc 40 al 31; els dimecres del 30 al 21; els dijous del 20 al 11; i els divendres del 10 al número 1 de la llista de Los 40.
- World Dance Music: inclou videoclips de música house i dance. Presentat per Luis López.

## Antics programes
- Formula Weekend: presentat per Tony Aguilar i Joaquin Luqui.
- Rockola 40: programa d'humor presentat per Guillem Caballé
- Superventas UK: lels àlbums més venuts al Regne Unit durant una hora. Presentat per Tony Aguilar i Manuela Velasco.
- Supervendes USA: els àlbums més venuts als Estats Units durant una hora. Presentat per Tony Aguilar i Manuela Velasco.
- 40 Classic: programa que rememora els millors videoclips d'allò més antic. Presentat per Joaquin Luqui
- Intro: programa d'entrevistes en el qual es repassava tota l'actualitat musical. Presentat per Tony Aguilar i Manuela Velasco. Més tard, aquesta última va ser substituïda per Cristina Teva.
- Fanclub: emetia les millors coses que poden fer els fan pels seus artistes favorits, concerts, etc... en espai de mitja hora. Presentat per Dani Alarcón.
- Los Angeles de 40: un espai de reporters que recorren la ciutat i visitaran els esdeveniments més importants de la cultura juvenil. Presentat per les reporteres Cristina Teva, Elena Valueng i Blanca Jara.
- Misión 40: programa setmanal que reemplaça als àngels de 40, Elena Valueng i Cristina Teva, encarregades de mantenir viu l'esperit del seu predecessor: esperit reporter i d'abordar les seves trobades amb artistes, o esdeveniments, com una missió, un desafiament o un repte. Presentat per la reporteres Elena Valueng i Cristina Teva.
- Gran clip : a través d'aquest programa es repassaran els millors vídeos d'aquests deu primers anys del canal. Presentat per Elena Valueng.
- Mi primera vez: primeres entrevistes, que venen introduïdes pels comentaris del redactor sobre l'actitud de l'artista i les primeres impressions causades, conclouen amb un àgil repàs als moments que han estat definitius en la seva carrera per a arribar fins on estan avui dia.
- Rockstation: emissió de videoclips de rock, sense pausa.
- Superventas Digitales: Era un repàs setmanal durant 60 minuts a les cançons més descarregades de manera legal. Després de dos especials durant el nadal de 2013, va deixar d'emetre's el programa sense previ avís i sense donar cap explicació.
- Superventas España: Era un repàs setmanal a la llista de vendes nacional. Com en l'anterior cas, després de dos especials al desembre de 2013, va deixar d'emetre's sense previ avís. 40 TV havia estat emetent sense interrupció des de 1998 aquest programa. Fins i tot quan es deia "+ Música" existia aquest repàs amb la denominació de "Llista AFYVE". Tenia una durada de 65 minuts.
- Gen 40: programa en el qual un personatge famós selecciona les cançons que han marcat la seva vida.
- Game 40: versió televisiva del programa de 40 Principals sobre videojocs. Té un contingut similar a la seva edició en la ràdio. Conduït per Kiko Béjar.
- Indiegentes: emissió de videoclips de la música independent i alternativa, sense pausa.
- Hip hop: emissió de videoclips de hip-hop, sense pausa.
- Vídeos y decibelios: una nova manera de conèixer la intrahistòria del pop, 45 minuts d'històries magistrals de dilluns a dijous que compten amb el seu propi mestre: Julián Ruiz.
- Lo + 40: programa de mitja hora en el qual s'inclou l'actualitat i els titulars dels artistes o grups del moment. A més s'emeten entrevistes i els videoclips més recents. Presenta Dani Alarcón.
- Colección 40: programa que inclou els millors videoclips d'un artista o grup del moment.
- Top descargas los40.com repassa en format compta enrere els videoclips més vists en la pàgina web oficial de Los 40.
- 40 Dance Mix: espai que en format compta enrere repassa les cançons Dance més escoltades dels últims set dies.